# Pegomya hamatacrophalla
Pegomya hamatacrophalla este o specie de muște din genul Pegomya, familia Anthomyiidae, descrisă de Li și Deng în anul 1983. Conform Catalogue of Life specia Pegomya hamatacrophalla nu are subspecii cunoscute.